# Oda Nobutada

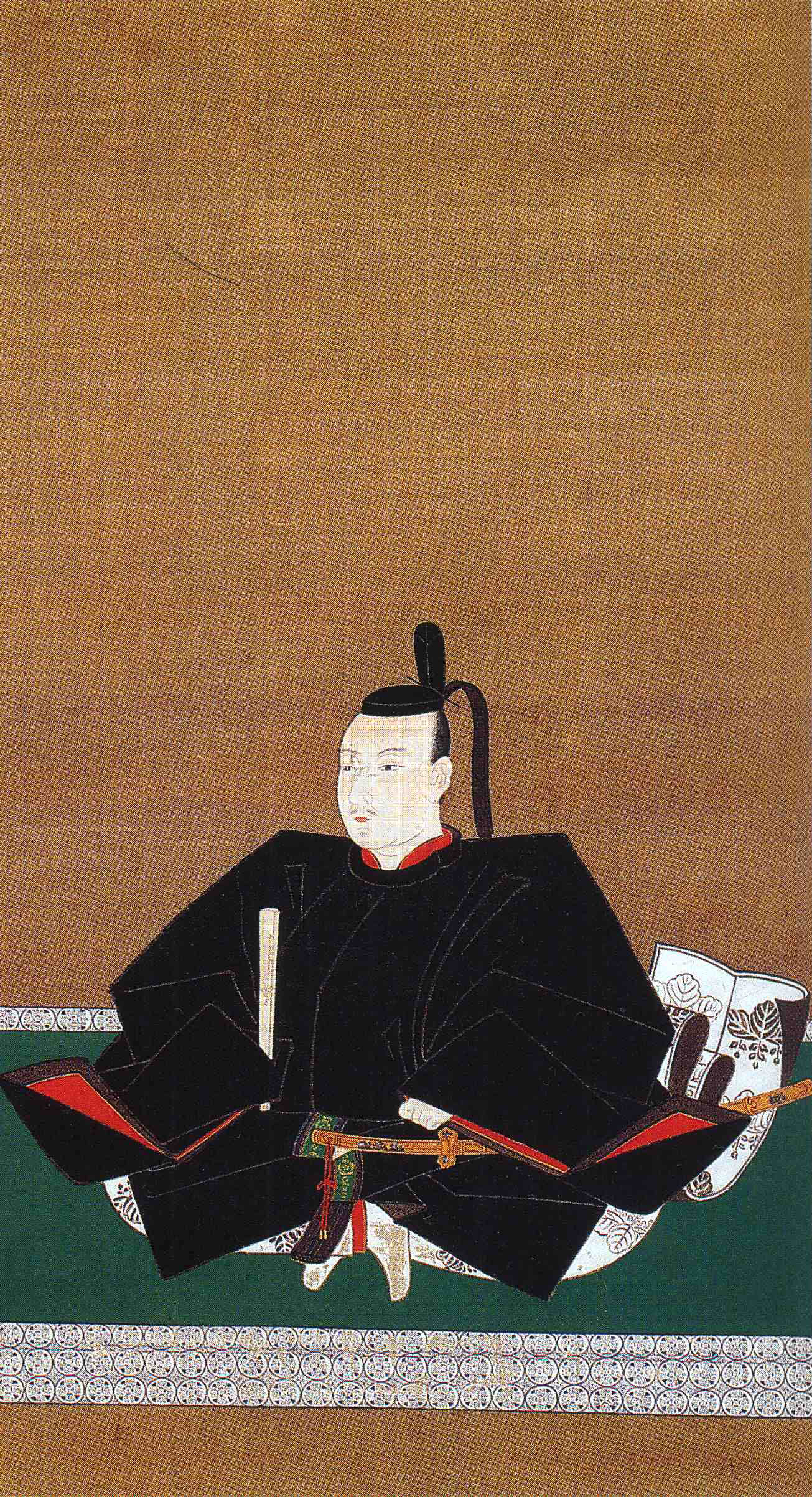
Oda Nobutada

Oda Nobutada (織田 信忠; * 1557; † 21. Juni 1582 in Kyōto) war ein japanischer Samurai und der älteste Sohn und designierte Erbe des ersten japanischen Reichseinigers Oda Nobunaga und dessen Konkubine Kitsuno, einer Angehörigen des Ikoma-Klans. Im Auftrag Nobunagas nahm er unter anderem am Feldzug gegen die Takeda 1582 teil. Im selben Jahr wurde er während des gegen die Oda gerichteten Putschversuchs, des Honnōji-Zwischenfalls, zusammen mit seinem Vater von Akechi Mitsuhide getötet.

## Historische Quellen
- J.S.A. Elisonas/J.P. Lamers (Übers.): Gyūichi Ōta: The Chronicle of Lord Nobunaga, Leiden/Boston 2011.